# Ichthyodectiformes
Ordre
Les Ichthyodectiformes sont un ordre fossile d'actinoptérygiens téléostéens. L'ordre reprend le nom du genre Ichthyodectes, érigé par Edward Drinker Cope en 1870. 

## Classification
L'ordre des Ichthyodectiformes a été créé en 1969 par David Bardack (d) et Gloria Sprinkle (d),.

## Présentation
Les ichthyodectiformes sont généralement considérés comme l'une des lignées les plus proches parents du groupe-couronne des téléostéens. 
Ils étaient les plus diversifiés tout au long de la période du Crétacé, bien que des formes basaux comme Thrissops, Occithrissops (en) et Allothrissops (en) soient connues durant le Jurassique moyen et supérieur d'Europe et d'Amérique du Nord. La plupart des ichthyodectiformes mesurent entre 1 et 5 m de long. La plupart des taxons connus étaient des prédateurs, se nourrissant de petits poissons ; dans plusieurs cas, des ichtyodectiformes plus grands se sont attaqués à des membres plus petits de l'ordre. Certaines espèces avaient des dents remarquablement grandes, tandis que d'autres, comme Gillicus arcuatus, en avaient de petites et aspiraient leur proie. Heckelichthys preopercularis est un exemple rare d'ichtyodectiforme non prédateur, plus susceptible d'être microphage, nourri de petites particules. Il existe des preuves qu'au moins une espèce, Xiphactinus audax, peut avoir été endothermique.

#### Publication originale
- [1969] (en) David Bardack et Gloria Sprinkle, « Morphology and Relationships of Saurocephalid Fishes », Fieldiana: Geology, Chicago, Field Museum of Natural History, vol. 16, no 12,‎ 28 août 1969, p. 297-340 (ISSN 0096-2651 et 2162-4348, OCLC 49151, LCCN 79086839, DOI 10.5962/BHL.TITLE.5210, lire en ligne).